# Tom C. Bergroth
Tom C. Bergroth, właśc. Tom Christian Einarsson Bergroth (ur. 5 października 1951) – fiński muzealnik, pisarz, wykładowca i wolnomularz.

## Życiorys
Jest zatrudniony jako pracownik naukowy Centralnego Muzeum w Turku, a także jako intendent orderów szwedzkich. Studia magisterskie z filozofii i doktoranckie ukończył w Åbo Akademi.
Podczas swojej służby wojskowej był badaczem w fińskim Muzeum Wojny w Helsingfors. Był także wykładowcą w akademii w Turku i uniwersytecie w Turku w zakresie badań przedmiotowych i wiedzy o heraldyce jako nauki pomocniczej itp. od 1981 r. o modzie i ubiorach od 1983 r. oraz w muzeologii i technice wystawienniczej w latach 1984–1997. W Wyższej Szkole Sztuki i Nauki w Helsingfors prowadził wykłady z historii mundurów w latach 1978–1980, 1981 i 1986-1987.
Tom Bergroth publikuje książki i artykuły naukowe z dziedziny heraldyki, falerystyki oraz masonerii. Jest byłym członkiem zarządu szwedzkiego Towarzystwa Heraldycznego (Heraldiska Sällskapet).

## Wybrane odznaczenia i wyróżnienia
Nagradzano go wielokrotnie, otrzymał m.in.:
- Order Krzyża Wolności III kl. za zasługi cywilne (1998, Finlandia)
- Order Białej Róży – Kawaler (2009, Finlandia)
- Medal Zasługi Wojskowej (1983, Finlandia)
- Odznaka Zasługi Miasta Turku za 30-letnią służbę (2002, Finlandia)
- Odznaka Zasługi Miasta Turku za 20-letnią służbę (1992, Finlandia)
- Order Danebroga – Kawaler (1983, Dania)
- Odznaka Jubileuszu Karola XVI Gustawa (2016, Szwecja)
- Odznaka Jubileuszu Karola XVI Gustawa (2013, Szwecja)
- Medal Pamiątkowy Ślubu ks. Wiktorii i ks. Daniela (2010, Szwecja)
- Order Karola XIII (2009, Szwecja)
- Order Gwiazdy Polarnej – Komandor (2014, Szwecja)
- Order Gwiazdy Polarnej – Kawaler I Klasy (1998, Szwecja)
- Złoty Medal Zasługi Szwedzkiego Towarzystwa Heraldycznego (2010, Szwecja)
- Członkostwo honorowe Towarzystwa Historii Orderów (2022, Dania)[1]

## Działalność wystawiennicza
Dla Muzeum Krajobrazu Åbo wyprodukował:
- Fińskie uniformy wojskowe przez 125 lat 1846–1971 (1972)
- Fińska teraźniejsza heraldyka (1977)
- Fińskie uniformy cywilne 1809-1917 (1981)
- W złocie i błękicie – Masoneria, ideał w czasie (1992)
- Trzej królowie na zamku Åbo (1993)

Brał udział w następujących wystawach za granicą:
- Ordery i medale, Tøjhusmuseet, Dania (1976)
- Róże i lwy na krzyżu i tarczy, Christiansborg, Dania (1983)
- Rycerska broń z Sonnenburga – odnaleziona zdobycz wojenna, Statens historiska museum, Sztokholm (1991)
- Własny Order Rycerski, 250 lat Szwedzkich Orderów Rycerskich, Livrustkammaren, Sztokholm (1998)

## Publikacje książkowe
- 1982: Finlands Lejons orden. Ordenshistorisk Selskab (współautor: Marita Söderström)
- 1991: Kultaa ja taivaansinistä: vapaamuurarius, aate ajassa = I guld och himmelsblått: frimureri, ett ideal i tiden. Åbo landskapsmuseum i samarbete med Storlogen för F. och A. M. i Finland
- 2002: Kungliga Carl den XIII:s orden. Svenska Frimurare Orden
- 2007: Heraldik: en tidlös form för kommunikation. Varsinais-Suomen liitto
- 2014: Sveriges kungar och drottningar från Vasa till Bernadotte. Kungl. Hovstaterna (redaktör)
- 2015: Mannerheim and the Art of Wearing Orders and Decorations 1918-1949